# Mont-Saint-Hilaire
Mont-Saint-Hilaire é uma cidade localizada na província de Quebec no Canadá.